# Kaitlyn Farrington
Kaitlyn Farrington (Hailey, 18 dicembre 1989) è un'ex snowboarder statunitense, campionessa olimpica nell'halfpipe ai Giochi di Soči 2014.

## Biografia
Specialista nell'halfpipe. Ha esordito in Coppa del Mondo a Lake Placid il 10 marzo 2007.
Il 16 gennaio 2015 ha annunciato il suo ritiro dallo snowboard professionistico dopo che all'atleta è stata diagnosticata la stenosi cervicale congenita sempre avuta, a sua insaputa, fin dalla nascita. Kaitlyn ha commentato: "Posso camminare. Posso ancora fare snowboard, devo solo tenere i piedi per terra".

## Palmarès

### Olimpiadi
- 1 medaglia:
  - 1 oro (halfpipe a Soči 2014)

### Winter X Games
- 4 medaglie:
  - 1 oro (superpipe a Tignes 2010)
  - 1 argento (superpipe ad Aspen 2012)
  - 2 bronzi (superpipe a Tignes 2012; superpipe ad Aspen 2014)

### Mondiali juniores
- 1 medaglia:
  - 1 argento (halfpipe a Valmalenco 2008)

### Coppa del Mondo
- Miglior piazzamento nella Coppa del Mondo generale di freestyle: 4ª nel 2013
- Miglior piazzamento nella Coppa del Mondo di halfpipe: 4ª nel 2013
- 1 podio:
  - 1 terzo posto